# Wroughtonia striata
Wroughtonia striata är en stekelart som beskrevs av Gupta och Sharma 1976. Wroughtonia striata ingår i släktet Wroughtonia och familjen bracksteklar. Inga underarter finns listade i Catalogue of Life.